# Punalur
Punalur is een Indiase stad en municipaliteit in het district Kollam in de zuidelijke staat Kerala. Het ligt op 45 km ten noordoosten van Kollam en op 75 km ten noorden van Thiruvananthapuram. De stad telt ruim 47.000 inwoners.